# Siervas de Jesús-María
La Congregación de las Siervas de Jesús-María (oficialmente en francés: Congrégation des Servantes de Jésus-Marie) es una congregación religiosa católica femenina de derecho pontificio fundada por el sacerdote belga Alexis-Louis Mangin y la joven canadiense Éléonore Potvin, en Masson (Canadá), el 10 de diciembre de 1894. A las religiosas de este instituto se las conoce como Siervas de Jesús-María y posponen a sus nombres las siglas S.J.M.

## Historia

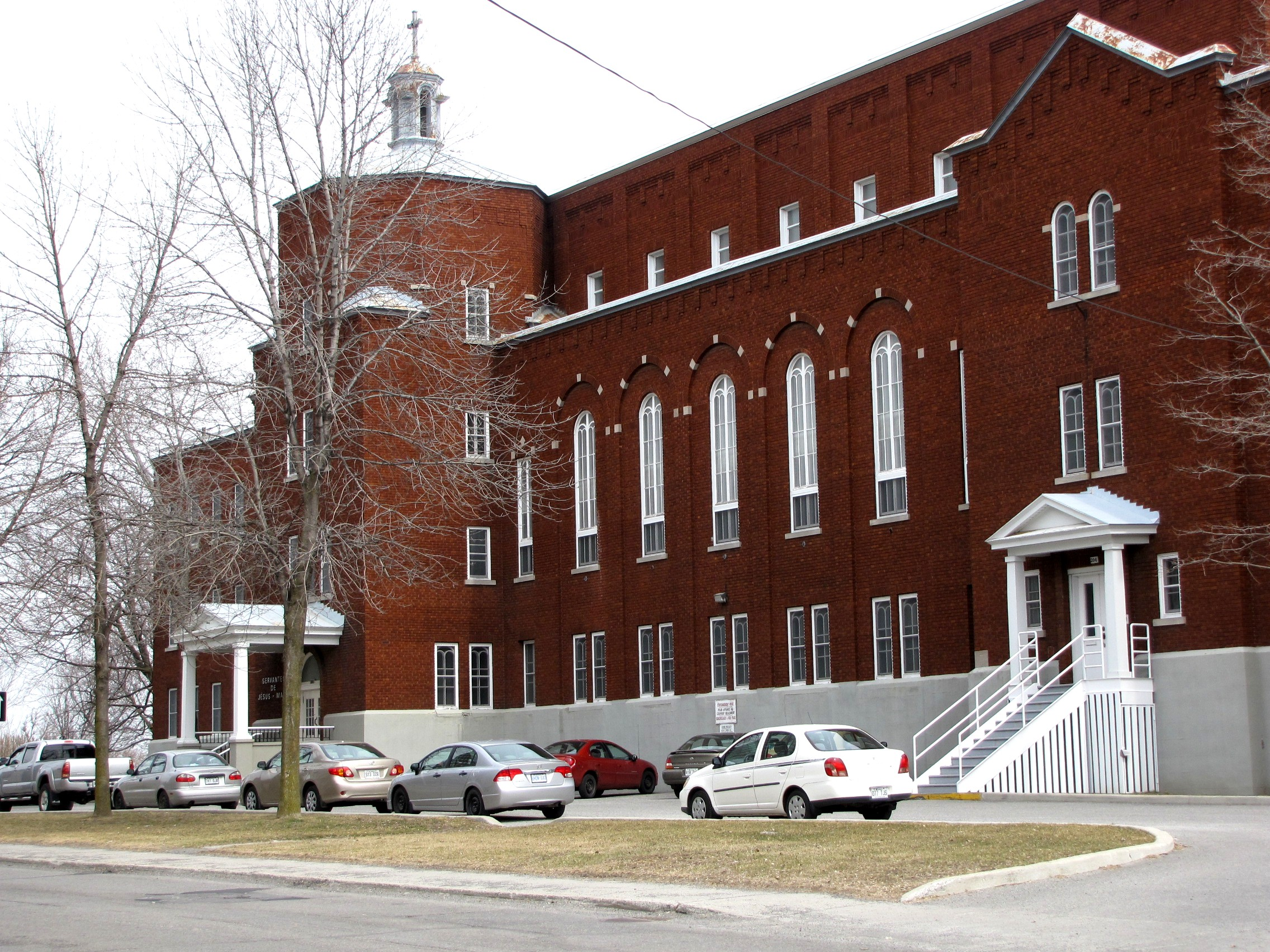
Casa general y único convento existente de las Siervas de Jesús-María en Gatineau, Quebec.

El sacerdote belga Alexis-Louis Mangin, estando de misionero en tierras canadienses, fundó, junto a la joven canadiense Éléonore Potvin, una congregación religiosa con el fin de dar gloria al Corazón de Jesús en la Eucaristía y en el sacerdocio, y orar por la unidad de la Iglesia católica. El instituto fue intitulado con el nombre de Siervas de Jesús-María y fue aprobado por el arzobispo de Otawa, el 25 de marzo de 1904. En 1899 iniciaron el noviciado las primeras religiosas.
La congregación recibió la aprobación pontificia de parte del papa Pío XI, el 27 de noviembre de 1936.
Un comunicado de la Madre sierva general Marie du Bon Pasteur, en 2014, comunicó la dura crisis por la que estaba pasando la congregación, a causa de la falta de vocaciones y el evejecimiento de las religiosas, por lo que anunciaba el cierre de todas las casas, quedándose solo con la casa madre y a la vez general de Gatineau.

## Organización
La Congregación de las Siervas de Jesús-María es un instituto religioso centralizado, cuyo gobierno lo ejerce la superiora general, a la que llaman madre sierva general. La sede central se encuentra en Gatineau (Canadá). Las religiosas se dedican a la oración contemplativa y a la adoración perpetua del Santísimo Sacramento. En 2015, eran unas 51 religiosas en una sola comunidad.